# Glynis Barber
Glynis Barber, rozená Glynis van der Riet (* 25. října 1955 Durban, Jihoafrická republika), je jihoafricko-britská divadelní a televizní herečka původem z Jihoafrické republiky.

## Život
Narodila se a vyrůstala v Durbanu v Jihoafrické republice. Její rodiče se v roce 1960 rozvedli. Ve stejném roce se s matkou a nevlastním otcem Alexandrem Maxem odstěhovala do Johanesburgu. Její matka zemřela v roce 1972. O rok později se odstěhovala do Anglie, začala studovat na Mountview Theatre School. V Británii nakonec zůstala. V roce 1976 potkala svého prvního manžela Paula Antonyho Barbera. Manželství vydrželo pouze 3 roky.
Ačkoliv hrála od roku 1978, zlom v její kariéře přišel s rolí Soolin v sci-fi televizním programu televize BBC Blake's 7 v roce 1981. V roce 1982 přijala titulní roli v televizním seriálu Jane kde hrála postavu z období druhé světové války.
Přesto je nejvíce známá svou rolí seržantky Harriet Makepeaceové v britském krimiseriálu Dempsey a Makepeaceová, při jehož natáčení se seznámila i se svým druhým manželem, americkým hercem Michaelem Brandonem. Jejich svatba se konala 18. listopadu 1989. 21. listopadu 1992 se páru narodil syn Alexandr Max Brandon.